# Sankt Annæ Gade
 Ikke at forveksle med Sankt Annæ Plads.
Sankt Annæ Gade ligger på Christianshavn i København. Den er 450 meter lang, og går parallelt med Torvegade, fra Strandgade i nordvest, til Christianshavns Voldgade i sydøst. Sankt Annæ Gade og Torvegade udgør også de to eneste (bil)broforbindelser over Christianshavns Kanal, der ellers adskiller de to halvdele af Christianshavn fra hinanden. Broen der overfører Sankt Annæ Gade, kaldes Snorrebroen.
Vor Frelsers Kirke med det karakteristiske snoede spir, ligger i Sankt Annæ Gade 29.
Gaden er overvejende præget af beboelsesejendomme på 4-5 etager, med enkelte spredte forretninger i stuen. Desuden er der, især på stykket mellem Christianshavns Kanal og Wildersgade, en del cafeer, værtshuse og spisesteder. I Strandgadeenden fortsætter gaden ind på Udenrigsministeriets arealer med bl.a. Eigtveds Pakhus.

## Billeder
- Vor Frelsers Kirke set fra Sankt Annæ Gade
- Snorrebroen
- Sankt Annæ Gade set fra Christianshavns Voldgade
- Sankt Annæ Gade i slutningen af 1800-tallet
- Den sydøstlige ende set fra kirketårnet
- Sankt Annæ Gade 12

55°40′20.81″N 12°35′38.82″Ø / 55.6724472°N 12.5941167°Ø